# Larchamp (Mayenne)
Larchamp – miejscowość i gmina we Francji, w regionie Kraj Loary, w departamencie Mayenne.
Według danych na rok 1990 gminę zamieszkiwało 1107 osób, a gęstość zaludnienia wynosiła 28 osób/km² (wśród 1504 gmin Kraju Loary Larchamp plasuje się na 531. miejscu pod względem liczby ludności, natomiast pod względem powierzchni na miejscu 146.).